# Laíla de Todos os Santos, Laíla de Todos os Sambas
Laíla de Todos os Santos, Laíla de Todos os Sambas foi o enredo apresentado pela Beija-Flor de Nilópolis no desfile das escolas de samba do Rio de Janeiro do carnaval de 2025. O samba-enredo homônimo foi composto por Romulo Massacesi, Junior Trindade, Serginho Aguiar, Ailson Picanço, Gladiador e Felipe Sena, sendo interpretado no desfile por Neguinho da Beija-Flor. Com o desfile, a escola conquistou o seu décimo quinto título de campeã do carnaval carioca, sete anos após a conquista anterior, no carnaval de 2018.
O enredo da Beija-Flor homenageou Laíla, figura histórica da agremiação, morto em 2021, vítima da COVID-19. Ídolo da Beija-Flor, Laíla participou da conquista de treze títulos da escola como diretor de carnaval e de harmonia, além de implementar e liderar uma vitoriosa comissão de carnavalescos na agremiação. O enredo foi assinado pelo carnavalesco João Vitor Araújo, que conquistou seu primeiro título na elite do carnaval carioca.
A Beija-Flor foi a segunda escola a se apresentar na segunda noite do Grupo Especial, dia 3 de março de 2025. O desfile foi amplamente elogiado pela crítica especializada, recebendo adjetivos como "belo", "arrebatador", "marcante", "inesquecível" e "emocionante". A escola foi apontada como uma das favoritas ao título de campeã e recebeu diversas premiações de melhor escola/desfile e de melhor samba-enredo. A Beija-Flor venceu o carnaval de 2025 com um décimo de vantagem sobre a vice-campeã, Grande Rio. Ao todo, a escola recebeu apenas três notas abaixo da máxima, mas, seguindo o regulamento do concurso, todas foram descartadas. Com isso, a escola foi campeã com a pontuação máxima de 270 pontos. O desfile marcou a despedida de Neguinho da Beija-Flor, que antes mesmo do carnaval anunciou sua aposentadoria da função após cinquenta anos consecutivos como intérprete oficial da agremiação.

## Antecedentes

### Retrospecto

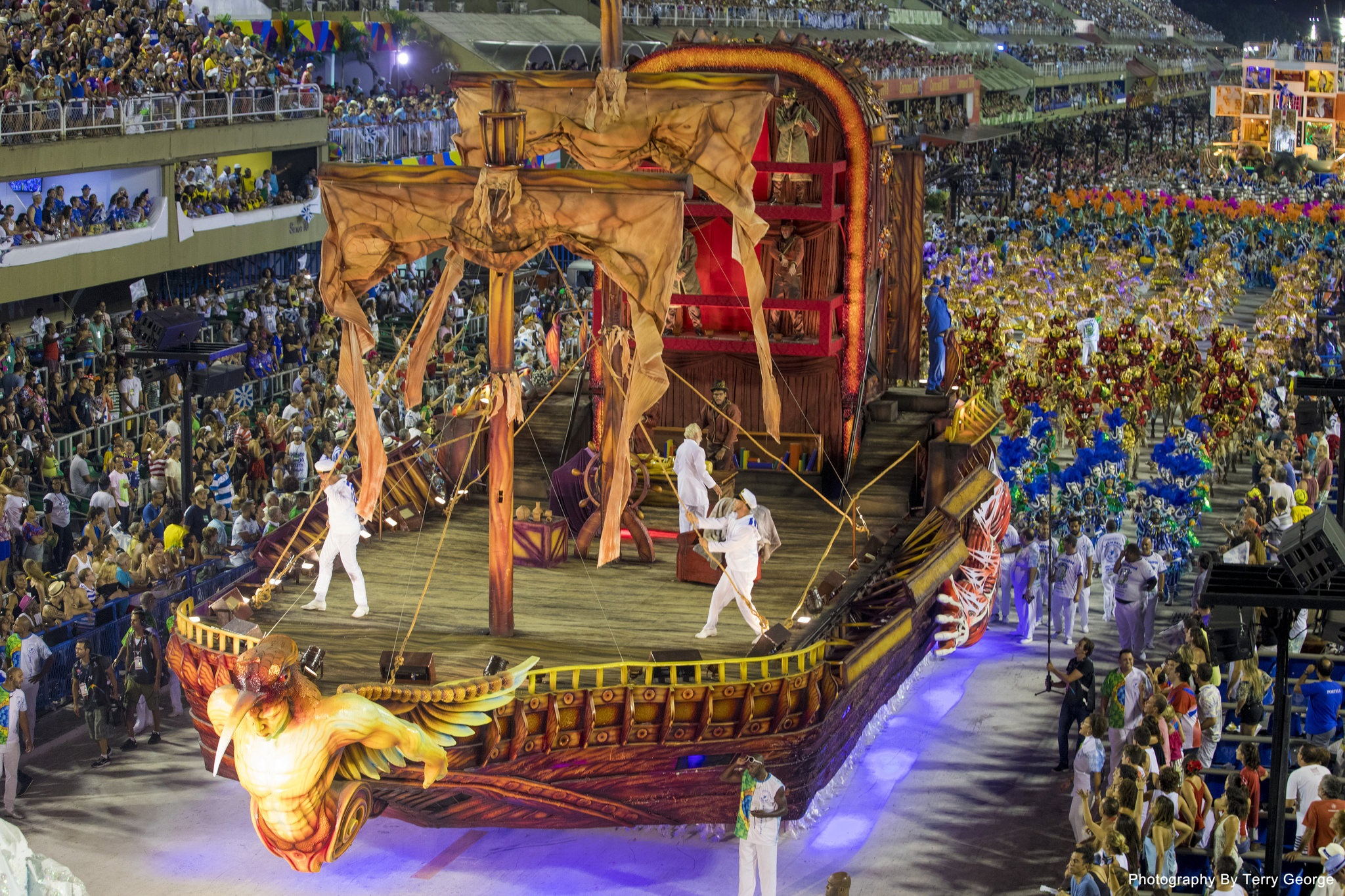
Carro abre-alas da Beija-Flor no desfile de 2018.

No carnaval de 2018, a Beija-Flor de Nilópolis conquistou seu 14.º título de campeã do carnaval carioca com um desfile sobre as mazelas do Brasil, traçando um paralelo com a obra Frankenstein (que completou duzentos anos em 2018). O enredo "Monstro É Aquele que não Sabe Amar. Os Filhos Abandonados da Pátria que os Pariu" foi desenvolvido pela Comissão de Carnaval da escola, formada por Bianca Behrends, Cid Carvalho, Laíla, Léo Mídia, Marcelo Misailidis, Rodrigo Pacheco e Victor Santos. Após a vitória da Beija-Flor, Laíla fez críticas à perda de espaço no comando do carnaval da escola. O desabafo do diretor expôs o conflito interno dentro da agremiação após a ascensão de Gabriel David, filho do presidente de honra, Anísio Abraão David, e suas ideias de modernização do desfile junto ao coreógrafo Marcelo Misailidis. Em 26 de fevereiro de 2018, cerca de uma semana após o Desfile das Campeãs, a Beija-Flor comunicou o desligamento "amigável" de Laíla, encerrando uma das maiores parcerias da história do carnaval carioca. Laíla teve três passagens pela escola, com a última durando 23 anos, além de participar da conquista de treze títulos da agremiação como diretor de carnaval e de harmonia, além de implementar e liderar uma vitoriosa comissão de carnavalescos na agremiação desde 1998. Semanas após o desligamento, Laíla anunciou sua transferência para a Unidos da Tijuca. Em 2020, Laíla esteve na União da Ilha do Governador. Em 18 de junho de 2021, Laíla morreu, aos 78 anos de idade, vítima da COVID-19.
No carnaval de 2019, a Beija-Flor manteve o estilo "moderno" adotado por Gabriel David e Marcelo Misailidis, e consagrado com o título de 2018. O desfile de 2019, que homenageou os setenta anos da escola, teve alas e alegorias coreografadas ao estilo da apresentação de 2018. O resultado, porém, foi bem diferente. A Beija-Flor obteve um dos piores resultados de sua história, se classificando em décimo primeiro lugar, perto da zona de rebaixamento. Para se recuperar do desastre de 2019, a escola voltou a apostar num estilo de desfile mais clássico, investindo no luxo que a caracterizou durante anos, voltando a conquistar boas colocações no Grupo Especial. Para o carnaval de 2020, a agremiação decidiu acabar com sua comissão de carnaval, montada por Laíla em 1998. Marcelo Misailidis voltou a se dedicar exclusivamente à função de coreógrafo da comissão de frente da escola, ficando na função até o carnaval de 2022, sendo substituído por Jorge Texeira e Saulo Finelon em 2023. Para o carnaval de 2024, a Beija-Flor contratou o carnavalesco João Vitor Araújo, que desenvolveu um enredo sobre Rás Gonguila, figura de destaque no carnaval alagoano do século XX, obtendo o oitavo lugar do Grupo Especial, ficando de fora do Desfile das Campeãs, algo que só havia ocorrido outras quatro vezes desde 1985. 

### Preparação para 2025
Após o desfile de 2024, a Beija-Flor demitiu o diretor de harmonia Valber Frutuoso e o diretor de carnaval Dudu Azevedo. Para assumir a direção de harmonia, a escola montou uma comissão formada por Michel Oliveira, Simone Sant’Ana, Shirleise Colins e Zé Carlos. Para a direção de carnaval, foi contratado Marquinho Marino, campeão com a Mocidade Independente em 2017. Os demais membros foram mantidos, incluindo o carnavalesco João Vitor Araújo; os coreógrafos Jorge Texeira e Saulo Finelon; os mestres de bateria Plínio e Rodney; o casal de mestre-sala e porta-bandeira, Claudinho e Selminha Sorriso; e o intérprete Neguinho da Beija-Flor. No dia 23 de maio de 2024 foi sorteada a ordem de apresentação das escolas de samba para o desfile de 2025. A Beija-Flor foi sorteada para ser a segunda agremiação a se apresentar na segunda noite do Grupo Especial. Ao longo das semanas que antecederam ao desfile, a Beija-Flor realizou diversos ensaios em sua quadra e na Avenida Mirandela, em Nilópolis. A escola realizou o seu primeiro ensaio técnico no Sambódromo na noite de 1 de fevereiro de 2025. O segundo ensaio técnico da agremiação no Sambódromo foi realizado na noite de 22 de fevereiro de 2025. Para a confecção do seu desfile, a Beija-Flor recebeu doze milhões de reais da LIESA; 2,15 milhões da Prefeitura do Rio de Janeiro; e 2,5 milhões do Governo do Estado do Rio de Janeiro. O mesmo valor foi pago para as outras demais agremiações do Grupo Especial.

### Aposentadoria de Neguinho da Beija-Flor
No dia 20 de novembro de 2024, Neguinho da Beija-Flor anunciou sua despedida do carnaval, se aposentando após cinquenta anos à frente do carro de som da escola. Em entrevista ao RJTV, da TV Globo, o intérprete confirmou que o desfile de 2025 seria o último como intérprete oficial na Marquês de Sapucaí, continuando apenas com a sua carreira fora dos desfiles. A despedida aconteceria em 2024, mas foi postergada após a escola anunciar Laíla como enredo para 2025. Posteriormente, o cantor publicou uma carta de despedida.

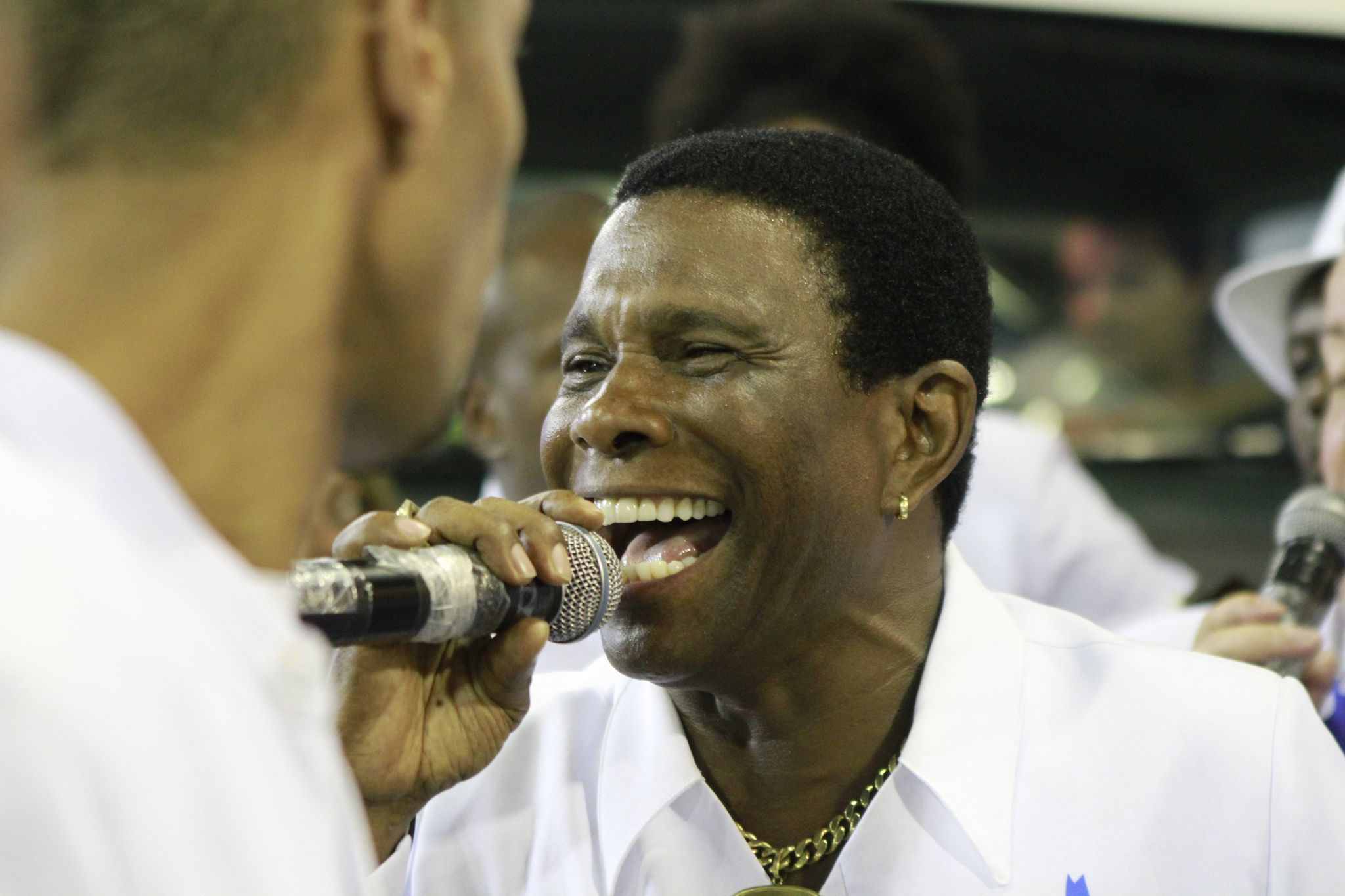
Desfile marcou a aposentadoria de Neguinho da Beija-Flor como intérprete oficial no carnaval.

"O desfile de 2025 marcará minha despedida como intérprete de seus hinos na Passarela do Samba. No próximo Carnaval, escreverei, com a comunidade nilopolitana, o ponto final da trajetória cinquentenária, tempo de muita felicidade e alegria. Vamos atravessar a Passarela do Samba pela derradeira vez, eu com a minha voz e o orgulho de sempre, sustentando a força e a magia de nossa comunidade que brilha no altar dos bambas. Será mais um momento de nosso amor eterno. [...] Chegou a minha hora. Em 2025, cantarei a exaltação de meu parceiro Laíla – a quem conheci ainda antes do primeiro Carnaval, na lendária roda de samba do Bola Preta –, como epílogo dessa odisseia que durou meio século de folia e felicidade. Superou muito meus melhores sonhos. E continuarei lhe amando. Você pode contar comigo por toda a eternidade. Obrigado por tudo, minha escola, minha vida, meu amor."
— Neguinho da Beija-Flor.

## O enredo

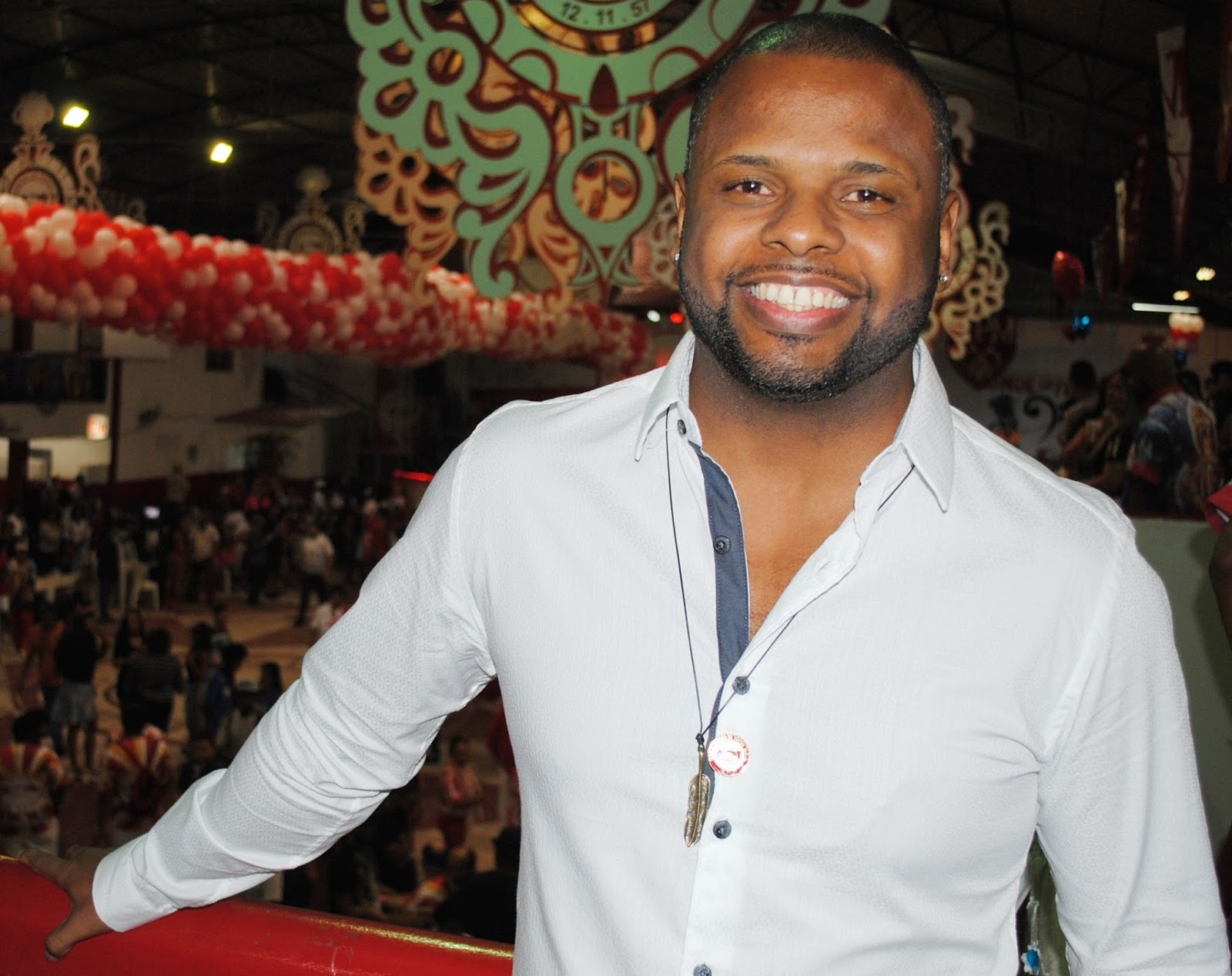
João Vitor Araújo, carnavalesco responsável pelo desfile da Beija-Flor.

No dia 28 de fevereiro de 2024, a Beija-Flor publicou, em suas redes sociais, um vídeo do presidente da agremiação, Almir Reis, ao lado do carnavalesco João Vitor Araújo e do diretor de carnaval Marquinho Marino, anunciando que Laíla seria o enredo da escola em 2025. Posteriormente foi anunciado que Mauro Cordeiro foi contratado para ser responsável pela pesquisa do enredo, retornando a função que ocupou na Beija-Flor no carnaval de 2023. Porém, após quinze dias, Mauro anunciou sua saída da escola devido a compromissos profissionais relacionados ao trabalho como professor, sendo substituído por Bianca Behrends, Vivian Pereira e Guilherme Niegro. Bianca fez parte da comissão de carnaval da Beija-Flor entre 2013 e 2019, enquanto Vivian e Guilherme desenvolveram trabalhos em escolas dos grupos de acesso e são fundadores do coletivo Quilombo do Samba. A sinopse do enredo "Laíla de Todos os Santos, Laíla de Todos os Sambas", assinada por João Vitor, Bianca, Vivian e Guilherme foi divulgada em 27 de maio de 2024, dia em que Laíla, se vivo, completaria 81 anos de idade.
Desenvolvimento

O enredo foi desenvolvido em seis setores ao longo do desfile. Os dois primeiros trataram da religiosidade de Laíla. O homenageado tinha uma espiritualidade eclética, professando a fé em Deus, herdada do Catolicismo, mas também mantendo sua crença na Umbanda e no Candomblé. Tinha Xangô (saudado no carro abre-alas) como seu orixá regente. Em seus espaços de convivência, tanto em sua residência quanto no ambiente de trabalho, mantinha altares com diversas imagens de santos católicos, orixás do Candomblé e entidades da Umbanda, o que foi retratado na segunda alegoria do desfile. Laíla tinha uma identidade visual forte, com diversas guias de contas penduradas no pescoço. Também eram famosos os despachos realizados no sambódromo antes dos desfiles.

O enredo também destacou a preocupação de Laíla com a preservação da cultura afro-brasileira, fato retratado no terceiro setor do desfile. A exaltação da cultura preta foi um dos marcos da trajetória de Laíla na Beija-Flor, rendendo desfiles históricos como "A Criação do Mundo na Tradição Nagô" (1978); "A Saga de Agotime, Maria Mineira Naê" (2001); e "Áfricas - Do Berço Real à Corte Brasiliana" (2007). Laíla era reverenciado pela comunidade nilopolitana como um "griô", como são conhecidos os indivíduos responsáveis por preservar e transmitir, através da oralidade, os conhecimentos, tradições, costumes e cultura de um povo. A relação de Laíla com a música foi retratada no quarto setor do desfile. O homenageado gostava de música clássica e tinha o dom do ouvido absoluto, um fenômeno auditivo que se caracteriza pela habilidade de identificar e reproduzir sons e notas musicais com exímia precisão. Laíla foi produtor e diretor musical em diversos shows, eventos e na condução das gravações dos álbuns de sambas-enredo das escolas de samba do Rio de Janeiro. Ele também foi pioneiro na arte da junção de sambas-enredos, que acontece quando o samba oficial da escola é resultado da junção de duas ou mais obras concorrentes da disputa de samba realizada pela agremiação. A primeira junção foi realizada no Salgueiro. Em 1993, na Grande Rio, fez a junção de três obras. Na Beija-Flor repetiu a prática por várias vezes. Os momentos marcantes de Laíla no carnaval carioca foram abordados no quinto setor do desfile. Laíla nasceu no Morro do Salgueiro, na Tijuca, e desde pequeno frequentava os blocos e escolas de samba do bairro. Na década de 1950, ingressou na bateria do Salgueiro, e aos quatorze anos de idade virou compositor da escola, sendo o mais jovem integrante da Ala de Compositores salgueirense. Em 1968 assumiu o cargo de diretor de carnaval do Salgueiro, onde ficou até 1975, conquistando quatro títulos. Em 1976 se transferiu para a Beija-Flor, onde conquistou um tricampeonato entre 1976-1978 e mais um título em 1980. Teve passagens por outras escolas cariocas como Unidos da Tijuca (1980-1982; 2019); Vila Isabel (1986-1987); Grande Rio (1992-1993); e União da Ilha do Governador (2020), onde fez seu último desfile antes de morrer, por complicações da COVID-19, em 18 de junho de 2021.

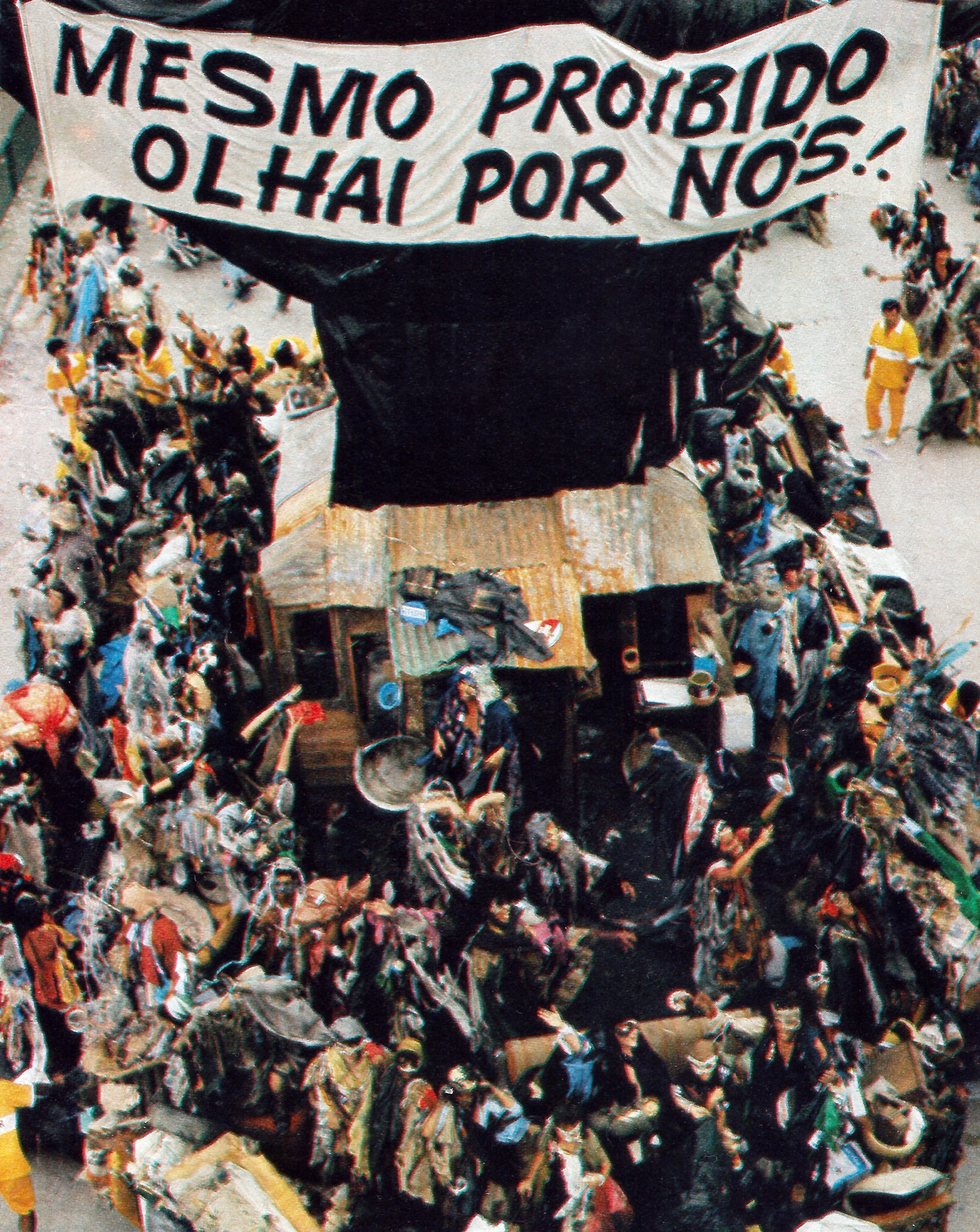
Detalhe do "Cristo mendigo" do desfile de 1989. Laíla foi o responsável pelo saco preto e a faixa, que transformaram a imagem numa das mais marcantes do carnaval.

A relação intensa com a Beija-Flor de Nilópolis foi retratada no sexto e último setor do desfile. Foram três passagens pela escola, totalizando treze títulos conquistados em 33 anos de trabalho. No carnaval de 1989 participou do histórico "Ratos e Urubus, Larguem Minha Fantasia", sendo o responsável pela icônica imagem do "Cristo mendigo" coberto com um saco preto. A ideia do carnavalesco Joãosinho Trinta era reproduzir a estátua do Cristo Redentor vestindo trapos e emergindo de uma favela cercada por mendigos, mas, na antevéspera do desfile, a Justiça do Rio de Janeiro acatou um pedido da Arquidiocese do Rio para proibir a exibição do carro alegórico. Para driblar a censura, Laíla teve a ideia de cobrir a escultura do Cristo com um plástico preto e pendurar uma faixa com a inscrição "Mesmo proibido, olhai por nós!", transformando a alegoria numa das imagens mais marcantes do carnaval contemporâneo. Em 1998, Laíla criou uma comissão de carnavalescos, descentralizando a confecção dos desfiles em uma só pessoa. Ainda na escola, inovou ao colocar um coral de sopranos e uma cantora lírica junto com Neguinho da Beija-Flor no carnaval de 1995; e ao realocar o primeiro casal de mestre-sala e porta-bandeira para desfilar logo após a Comissão de Frente no carnaval de 2002. Mas o grande legado deixado para a escola foi na direção de harmonia e evolução. Com rigidez nos ensaios, a comunidade da Beija-Flor desenvolveu um canto forte e uma evolução quase sempre impecável, o que lhe deu o apelido de "rolo compressor" da Sapucaí.

## O samba-enredo

### Processo de escolha
A disputa de samba-enredo da Beija-Flor teve início em 7 de agosto de 2024 com a inscrição de dezoito sambas concorrentes. Nos dias 7 e 8 de agosto de 2024 foi realizada uma audição interna para diretores da agremiação no barracão da escola, na Cidade do Samba. Dos dezoito sambas, doze foram classificados para participar das eliminatórias na quadra da escola. O processo de escolha foi realizado em forma de classificatória, com os sambas sendo apresentados na quadra e avaliados pela direção da escola com eliminatórias semanais. Quando a disputa chegou a seis obras concorrentes, a escola gravou os sambas na voz do intérprete Neguinho da Beija-Flor. A final do concurso foi realizada na madrugada de 18 de outubro de 2024, na quadra da escola em Nilópolis. Chegaram ao final da disputa três parcerias:
1. Romulo Massacesi, Junior Trindade, Serginho Aguiar, Ailson Picanço, Gladiador e Felipe Sena.
2. Diogo Rosa, Julio Assis, Diego Oliveira, Manolo, Julio Alves e Léo do Piso.
3. Kirraizinho, Dr Rogério, Ronaldo Nunes, Clay Ridolfi, Miguel Dibo e Ramon via 13.

Venceu a composição da parceira formada por Romulo Massacesi, Junior Trindade, Serginho Aguiar, Ailson Picanço, Gladiador e Felipe Sena.
"Agradecer a comunidade nilopolitana, o carinho com que ela abraçou o samba. Ela comprou o barulho. Sabia das nossas dificuldades, mas abraçou o samba e eu sei que o mestre (Laíla) estava aqui comandando a comunidade dele nessa escolha. Essa é a segunda vez que ganho, a primeira foi em 2012. Uma felicidade muito grande, porque dessa vez é homenageando o mestre. Aquele que forjou todos nós. O trabalho da gente, o que acreditamos dentro do carnaval, deve-se a Luiz Fernando Ribeiro do Carmo, o Laíla."
— Romulo Massacesi, um dos compositores do samba da Beija-Flor.

Capa do álbum Ao Vivo Sapucaí.

No dia 24 de outubro de 2024, o samba da escola foi gravado pelo intérprete Neguinho da Beija-Flor e ritmistas da Bateria Soberana, no Estúdio Century, na Zona Oeste do Rio de Janeiro. A obra da Beija-Flor é a oitava faixa do álbum Sambas de Enredo Rio Carnaval 2025, lançado nas principais plataformas de streaming de áudio em 29 de novembro de 2024. A versão ao vivo do samba, gravada durante o desfile oficial no sambódromo, é a faixa de abertura do álbum Ao Vivo Sapucaí 2025, lançado no dia 17 de abril de 2025 nas principais plataformas digitais de áudio. Pela vitória no carnaval, a Beija-Flor estampa a capa do álbum com a imagem de Neguinho da Beija-Flor durante o desfile campeão.

### Letra e melodia
A melodia do samba da Beija-Flor gira em torno do campo harmônico de ré menor e ré maior, com nuances e costuras nostálgicas e alcance de altura e tensão, como era do gosto pessoal de Laíla. A letra do samba começa com um chamado ao homenageado, usando a saudação de Xangô (Kaô), orixá regente de Laíla. Em seguida, o narrador, representando a comunidade nilopolitana, pede que o homenageado volte e conduza a Beija-Flor na avenida, como fez tantas vezes. O trecho também faz uma saudação a Iansã/Oyá, também regente do ori (cabeça) de Laíla: ("Kaô, meu velho! / Volta e me dá os caminhos / Conduz outra vez meu destino / Traz os ventos de Oyá / Agô, meu mestre! / Tua presença ainda está aqui / Mesmo sem ver, eu posso sentir / Faz Nilópolis cantar"). O trecho seguinte faz referência à religiosidade eclética de Laíla, saudando santos, entidades e orixás cultuados pelo homenageado ("Desce o Morro de Oyó / Benedito e Catimbó / O Alabá Doum / Traz o terço pra benzer / E a Cigana Puerê / Meu Exu"). A seguir, o samba lembra da imagem de Laíla nos ensaios da Beija-Flor, comumente realizados às quintas-feiras, calçando sua sandália rasteira e com seu inseparável copo na mão, imagem emblemática para os componentes da escola ("De copo no palco, sandália rasteira / No chão sagrado toda quinta-feira"). O refrão central do samba lembra da preocupação de Laíla com a preservação da cultura afro-brasileira e da luta contra o racismo, além de remeter ao seu temperamento forte e seu jeito de expressar suas opiniões de forma objetiva, dura e direta ("O brado no tambor, feitiço / Brigou pela cor, catiço / Coragem na fala sem temer a queda / O dedo na cara, quem for contra, reza").
A segunda metade do samba começa fazendo alusão à sua carreira vitoriosa ("Vencer o seu verbo"), ao dom do ouvido absoluto ("Gênio do ouvido perfeito"), além de lembrar do pioneirismo nas junções de samba-enredo, "trançando" versos de várias obras ("A trança nos versos"). Em seguida o samba lembra que Laíla era visto por muita gente como uma "entidade", um ser "divino" e "inalcançável", mas ele também tinha seu lado "humano", afeito a sorrisos, abraços e conselhos, contrastando com a sua rigidez profissional ("Divino e humano em seu jeito / Queria paz, mas era bom na guerra"). A seguir, o samba remete à passagem de Laíla por outras escolas e o fato de valorizar a comunidade de cada agremiação. Um de seus maiores feitos foi oferecer oportunidade a pessoas de origem humilde, como ele, deixando um legado de gratidão em muitos dos que cruzaram seu caminho ("Apitou em outras terras, viajou nas ilusões / Deu voz à favela e a tantas gerações"). Em seguida o narrador promete seguir em frente, mas sem esquecer a história e a identidade construídas por Laíla na Beija-Flor. A Baixada Fluminense "chama" Joãosinho Trinta, que junto junto com Laíla fez carnavais inesquecíveis na Beija-Flor, e pede que o homenageado mais uma vez comande a comunidade na avenida ("Eu vou seguir sem esquecer nossa jornada / Emocionada, a Baixada em redenção / Chama João pra matar a saudade / Vem comandar sua comunidade"). O samba faz uma saudação a Jakutá, um dos codinomes dados ao orixá Xangô e lembra o icônico "Cristo mendigo", coberto com um saco preto por sugestão de Laíla, no histórico desfile "Ratos e Urubus", de 1989 ("Oh, Jakutá! / O Cristo preto me fez quem eu sou / Receba toda gratidão, Obá, dessa Nação Nagô"). O refrão principal do samba-enredo, em tom menor, como Laíla gostava, faz saudação a Ogum, padroeiro da Beija-Flor, e Xangô, orixá regente de Laíla ("Da casa de Ogum, Xangô me guia / Da casa de Ogum, Xangô me guia / Dobram atabaques no quilombo Beija-Flor / Terreiro de Laíla, meu griô"). "Dobrar os atabaques" é uma expressão de reverência nos terreiros de matrizes africanas, realizada no momento da chegada de alguém de grande notoriedade. O samba termina reverenciando Laíla como um "griô", indivíduo responsável por preservar e transmitir conhecimentos, tradições, costumes e cultura de um povo.

### Crítica especializada
Bernardo Araujo, em sua crítica para O Globo, colocou o samba num grupo intermediário entre os bons e os ruins. Segundo o jornalista, "a homenagem a Laíla une duas lendas do carnaval (Laíla e Neguinho) em um samba honesto, mas que pouco sai da fórmula da Beija-Flor nas últimas décadas, repetindo, por exemplo, o clichê Quilombo Beija-Flor, já cantado em verso e prosa". Para o site Sambario, Carlos Fonseca escreveu que o samba "tem o padrão que o próprio Laíla consagrou em Nilópolis: melodia pesada aliada a uma letra bem descritiva com pontos muito fortes".

## O desfile
A Beija-Flor foi a segunda escola a desfilar na segunda noite do Grupo Especial, dia 3 de março de 2025. A apresentação contou com três mil e duzentos componentes, divididos em 26 alas, seis carros alegóricos e três tripés.
| Roteiro do desfile |
| Setor 1: "Ori Ancestral" |
| --- |
| Comissão de Frente: "Terreiro de Laíla"Johnny Paulo como Exu.O "povo da gira". A Comissão começou sua apresentação com o dançarino Johnny Paulo, interpretando "Exu", vestindo trajes característicos da entidade como capa e cartola. Johnny era acompanhado por outros doze dançarinos, com figurinos dourados, simbolizando o "povo da gira". Eles dançaram no chão da Sapucaí, representando um ritual de invocação à Laíla, até que o "Exu" subiu no elemento cenográfico, momento em que dois lança-chamas expeliram labaredas de fogo para o alto. Os demais componentes também subiram no palco, enquanto o "Exu" desceu para a parte de dentro do elemento. O elemento cenográfico, que simbolizou o "Terreiro de Laíla", tinha em sua frente um altar para Exu, decorado com velas pretas e vermelhas. Na extremidade de trás, grandes tubos reproduzindo velas gigantescas. As laterais do elemento foram decoradas com reproduções de oferendas a orixás. No segundo ato da Comissão, o "povo da gira" executou uma coreografia no centro do palco, até que surgiu o ator mirim Levi Asafe, interpretando Laíla quando criança. Em seguida, a luz da Sapucaí apagou, enquanto dezenas de "velas" de LED emergiram do chão do palco. Levi (Laíla) caminhou entre as "velas" do palco, até que várias esculturas de santos e entidades emergiram nos tubos localizados na extremidade do elemento cenográfico. Apareceram esculturas de Jesus Cristo; Nossa Senhora Aparecida; Ogum; Caboclo; Preto-velho; e Iansã. O tubo central, decorado em LED, acendeu com imagens de fogo; no alto dele, Ruan Montes interpretou Xangô, o orixá "de cabeça" de Laíla. Finalizando a Comissão, a "vela" de Xangô projetou a imagem de Laíla; enquanto as "velas" do palco formaram o nome do homenageado. A Comissão de Frente foi coreografada por Jorge Texeira e Saulo Finelon. |
| Primeiro casal de mestre-sala e porta-bandeira (Claudinho e Selminha): "Odu do Destino - A Confirmação do Ori Ancestral" Selminha e Claudinho desfilaram com fantasias em tom predominantemente branco, com costeiros e saia (no caso dela) formados com penas de faisão. A fantasia simbolizou o jogo de adivinhação, realizado por meio da consulta aos ancestrais, que permite identificar os orixás regentes do ori (cabeça) de cada indivíduo. No caso de Laíla, o jogo revelou o décimo segundo odu, Ejilaxeborá, indicado pela queda de doze conchas abertas e quatro fechadas, correspondendo ao orixá Xangô. Selminha personificou o tabuleiro merindilogum, sistema oracular utilizado para fazer o jogo de adivinhação. Claudinho simbolizou a "caída" dos búzios (kauris), que indicam o odu do jogo. O desfile marcou o 29.º ano de Selminha e Claudinho na Beija-Flor e o décimo título conquistado pelo casal na escola. |
| Ala 1 (Baianas): "Sopram os Ventos de Oyá" As oitenta baianas da Beija-Flor desfilaram representando Iansã/Oyá, a orixá dos ventos, dos raios, relâmpagos e tempestades, que juntamente com Xangô, era regente do ori (cabeça) de Laíla. Na língua iorubá, Iansã significa "Rainha do Céu Rosado", ou "Mãe/Deusa do Entardecer", por isso as cores vermelho e rosa do figurino. A fantasia é decorada com símbolos relacionados à orixá como a borboleta, o búfalo e o fogo. As componentes ainda desfilaram segurando um eruexim, instrumento sagrado de Iansã, usado para movimentar os ventos e encaminhar os mortos. Elemento Cênico: "Totens de Oyá - Guardiões dos Ventos e da Ancestralidade" Oito "Totens de Oyá" desfilaram antes e depois da Ala das Baianas, sendo quatro na frente e quatro na parte de trás da ala. Os totens são símbolos sagrados da divindade africana que comanda os ventos, as tempestades e os ritos funerários. Inspirados nas tradições de matrizes africanas e recriados na diáspora, conduzem os espíritos dos mortos ao Orun (céu) através do Axexê, cerimônia realizada após o ritual fúnebre (enterro) de uma pessoa iniciada no candomblé. Os totens são decorados com elementos associados à Oyá, como as asas de borboleta e os chifres de búfalo, uma vez que a orixá é "delicada como uma borboleta e forte como um búfalo" conforme descrito pela com a tradição oral. |
| Grupo Cênico: Xangô e a Sua Corte (doze ministros) Logo após a ala das baianas, desfilou um grupo cênico representando Xangô e sua corte. O ator Samuel de Assis desfilou representando Xangô, seguido por doze componentes simbolizando os doze ministros do orixá. |
| Alegoria 1: "Xangô Me Guia" O carro abre-alas do desfile fez referência a Xangô, orixá regente do ori (cabeça) de Laíla. Na frente da alegoria, dois elementos cênicos simbolizaram um ofertório a Xangô. Duas reproduções de ajapá (cágado), animal relacionado ao orixá, decorados com quiabos, em referência ao amalá, comida ofertada à Xangô; além de xerês, instrumento sagrado utilizado para evocar o orixá e o oxê, machado de dupla vértice característico do orixá.Primeiro chassi do abre-alas.Xangô no segundo chassi. Os dois chassis da alegoria reproduziram uma pedreira, popularmente relacionada como a morada de Xangô; além de símbolos relacionados ao orixá como raios, fogo e esculturas africanas imitando a arte de madeira entalhada. Ao redor da alegoria, tecidos em lamê dourado movidos por vento artificial simulavam labaredas de fogo. As cores do carro, predominantemente vermelho, amarelo e laranja, também faziam referência ao fogo, elemento relacionado a Xangô. No alto do primeiro chassi da alegoria, destaque para a reprodução de um beija-flor, símbolo da escola, comumente utilizado em seus carros abre-alas. Na parte de baixo, a reprodução de um ajapá (cágado).No segundo chassi, uma grande escultura de Xangô, segurando dois oxês, com movimento de cabeça articulado. Destaques e composições do primeiro chassi: Destaque central baixo: Evellyn Reis com a fantasia: "Ajapá, Força e Poder de Oyó". Destaque central médio: Giovanna Lancellotti com a fantasia: "A Chama Sagrada de Xangô". Destaque central alto: Marcos Jamin com a fantasia: "Dinastia da chama de Oyó". Semidestaques laterais: Fábia e Camila com a fantasia "A Chama Flamejante de Oyá". Composições laterais com a fantasia "O Encanto de Oyá". Destaques e composições do segundo chassi: Destaque central: Fernando Queiroz com a fantasia "O Alafin do Fogo". Semidestaques: Nelci, Raphaela, Guto e Felipe com a fantasia: "Leão: a Ccoragem do Alafin". Composições laterais com a fantasia "Antílope: a Beleza e a Força de Oyá". |
| Setor 2: "Crenças Entrelaçadas - A Fé Sincrética como Guia" |
| Ala 2: "Católico Apostólico Romano: A Fé em Deus Acima de Tudo" Abrindo o segundo setor, que tratou da espiritualidade de Laíla, a segunda ala do desfile fez referência à fé em Deus, herdada do catolicismo. Laíla era um homem de fé sincretizada, mas que professava o seu amor devocional a Deus sobre todas as coisas. Uma de suas frases marcantes era "Ninguém tem mais fé do que eu!". A fantasia da ala, em tons de branco e dourado, era ornamentada com reproduções de símbolos relacionados à Igreja Católica e a arte barroca. |
| Ala 3: "A Fé Refletida nos Amuletos e Símbolos de Proteção" A terceira ala do desfile retratou a fé eclética de Laíla através da combinação de símbolos e elementos de proteção de diferentes doutrinas. A fantasia da ala, em tons de branco, azul, prata e dourado, era decorada com amuletos, patuás, balangandãs, terços, figas, búzios e santinhos de devoção. O uso de tais objetos místicos em expressiva quantidade, foi gradativamente sendo incorporado à personalidade de Laíla, compondo a sua identidade tão marcante. |
| Ala 4: "Os Caboclos e a Energia de Cura da Mata" A quarta ala do desfile fez referência aos caboclos da umbanda, entidades espirituais protetoras que representam a ancestralidade dos povos originários ameríndios. Laíla se orientava com as entidades dos Povos de Pena (como é chamada essa linha de trabalho na Umbanda). Componentes desfilaram com cocares de acetato e a reprodução de duas cabeças de onça, animal símbolo de força, de poder e conexão com o sagrado. |
| Ala 5: "O Sortilégio da Magia Cigana" A quinta ala do desfile fez alusão aos ciganos da Umbanda, a chamada Linha do Oriente, mais uma falange espiritual da devoção de Laíla. A fantasia da ala foi decorada com elementos da cultura cigana, como rosas, moedas, leques, lenços e tecidos coloridos. Os homens desfilaram com reproduções de violinos; enquanto as mulheres carregavam pandeirolas decoradas com fitas coloridas. |
| Ala 6 (Crianças): "Salve as Crianças! A Pureza e a Doçura dos Brincantes Ibejis" A ala das crianças da Beija-Flor desfilou com fantasias em referência aos Ibejis, orixás representadas por dois irmãos gêmeos, o masculino e o feminino, que simbolizam a infância, a pureza e a doçura. |
| Ala 7: "As Santas Almas Benditas: Quanto Amor no Aconselhamento aos seus Fios" A sétima ala do desfile fez referência às pretas-velhas, entidades da Umbanda que se apresentam sob o arquétipo de idosos africanos escravizados, que transmitem sua sabedoria através de aconselhamento. As componentes da ala desfilaram com fantasias características da entidade: vestes brancas e pretas, o carijó (pano xadrez preto e branco), lenços na cabeça, cachimbo, bengala e galhos de arruda. Laíla era tão devoto das entidades que introduziu uma ala de pretas-velhas no desfile de 2001 da Beija-Flor, o que se tornou uma das imagens mais emblemáticas da apresentação que deu o vice-campeonato do carnaval para a escola. |
| Alegoria 2: "Ninguém Tem Mais Fé do Que Eu" A segunda alegoria do desfile reproduziu um santuário eclético, misturando a crença de Laíla no Catolicismo, na Umbanda e no Candomblé, lembrando uma de suas frases marcantes: "Ninguém tem mais fé do que eu!", que dá nome ao carro alegórico. Na parte frontal da alegoria, diversas reproduções de esculturas de exu tocando pífaro para abrir os portais de comunicação entre o Orun (céu) e o Ayê (Terra). Na parte de trás, altares com esculturas de santos católicos e, embaixo deles, componentes representando os orixás sincretizados com cada santo: São Jorge e Ogum; Nossa Senhora de Aparecida e Oxum; Nossa Senhora dos Navegantes e Iemanjá; São Sebastião e Oxóssi; São Lázaro e Omolu. Na parte de cima da alegoria, uma grande escultura de Oxalá, considerado o "pai de todos os orixás". A escultura é cercada por quartinhas e jarros com lírios. Na traseira da alegoria uma reprodução do Sagrado Coração de Jesus. Um grupo de componentes desfilou no chão, ladeando a alegoria, vestidos como ogãs. Carla Cachoeira desfilou à frente da alegoria, vestindo a fantasia "Rainha das Encruzilhadas", em referência à pombajira. Destaques e composições: Semidestaques baixos femininos: Vanusa e Erika Tamaki com a fantasia "Cartomante dos Mistérios". Destaque central baixo: Lady Sorriso com a fantasia "Senhora dos Encantos". Semidestaques baixos masculinos: Alex e Anderson com a fantasia "Sentinela das Ruas". Destaque central alto: Priscila Vaz com a fantasia "Sagrado Coração - O Amor Divino". Composições altas com a fantasia "Iaô: Iniciação ao Sagrado". Composições laterais com a fantasia "Orixás". |
| Setor 3: "Brigou pela Cor - O Protagonismo do Povo Preto" |
| Ala 8: "Africanidade Latente - Descendentes da Nobre Dinastia" Abrindo o terceiro setor, que tratou da luta de Laíla pela preservação e exaltação da cultura afro-brasileira, a oitava ala do desfile fez referência ao protagonismo do povo preto, oriundo do continente africano, e a sua importância para a construção da identidade histórico-cultural miscigenada do Brasil. A fantasia da ala é decorada com palha, búzios e a reprodução de uma máscara africana. |
| Destaques de Chão - Sávia David e Lorenzo David: "Asas da Sabedoria e a Luz do Conhecimento Ancestral" As fantasias de Sávia e Lorenzo representaram o elo com o legado cultural do continente africano levado ao Brasil pela diáspora. |
| Ala 9: "Conhecimento de Um Povo - Foco na Memória Preservada" A nona ala do desfile simbolizou o legado de informações e ensinamentos deixados por Laíla. Componentes desfilaram com fantasias em tons terrosos e uma máscara de coruja na cabeça. A coruja é símbolo da sabedoria, daí a correlação com a sapiência de Laíla. |
| Ala 10: "Negras Poderosas - Matriarcas de Ébano" A décima ala do desfile exaltou a força e o poder das mulheres negras. Filho de pai desconhecido nos documentos, órfão de mãe ainda muito cedo, e criado em uma família de mulheres pretas, Laíla sempre buscou reconhecer e exaltar a força dessas mulheres ao longo de sua vida pessoal e profissional. No contexto iorubá, a cor azul da fantasia representa o acolhimento, a proteção, a maternidade e a espiritualidade feminina; enquanto o dourado simboliza a realeza ancestral. |
| Ala 11: "Guarda Negra - A Bravura de Leões" A ala celebrou a luta de Laíla por justiça social para o povo preto. Segundo o roteiro do desfile, "Laíla lutou contra a opressão com a bravura de um leão, movido pela coragem de agir com o coração, para 'defender o meu povo, os meus irmãos de cor, a minha Comunidade, que merecem protagonismo pelo que representam na História', como ele mesmo dizia". Componentes desfilaram com fantasias em tons de palha e dourado, com uma máscara de leão na cabeça. |
| Ala 12: "Quilombolas - Bastiões de Cultura e Resistência" A ala exaltou a Beija-Flor de Nilópolis como uma comunidade quilombola da Baixada Fluminense. Quilombola é a expressão utilizada para designar a luta pela liberdade que resultou nos quilombos, comunidades formadas por negros escravizados que fugiam da escravidão e se agrupavam em terras despovoadas e de difícil acesso, a fim de evitar possíveis recapturas. Nestes locais, era possível preservar as suas raízes e tradições. Posteriormente, o termo passou a abranger também os descendentes que possuem laços históricos, culturais e ancestrais com essa população. A Beija-Flor é constantemente referida, de forma poética, como um quilombo. Na visão do enredo, Laíla foi o comandante maior do quilombo nilopolitano ao sempre enaltecer a africanidade ancestral e o protagonismo para os negros. |
| Alegoria 3: "Sabedoria que Valida o Protagonismo da Negritude" A terceira alegoria do desfile enalteceu a relação existente entre ancestralidade, sabedoria e memória na Cultura africana. O carro foi decorado com reproduções de búzios, marfins, raízes e máscaras africanas, evocando a ancestralidade do povo preto. Reproduções de cabeças de corujas simbolizam a sabedoria da negritude. Na parte frontal da alegoria, esculturas de três cabeças africanas, sendo um rei e duas rainhas. No centro da alegoria, a reprodução de um baobá estilizado. Na mitologia iorubá, os baobás representam a conexão entre o Ayê (terra) e o Orun (céu), e são símbolos de longevidade e resistência. Segundo o roteiro do desfile, a alegoria abusa de cores cítricas e vibrantes, "representando a alegria de uma gente que, apesar das agruras, resiste, persiste e insiste em celebrar a sua a identidade, trajetória e espiritualidade". Destaques e composições: Destaque central na cabeça do rei: Neide dos Anjos com a fantasia "Força da Savana Africana". Semidestaque frontal nas cabeças das rainhas: Renata Barbosa e Tania Lellis com a fantasia "Sentinela da Realeza". Semidestaques laterais: Julia, Beatriz, Silvina, Jaqueline, Caroline, Margareth com a fantasia "Aura Guerreira". Composições laterais com a fantasia "Tradição Ancestral". Composições altas (nos galhos do baobá) com a fantasia "Ramos da Ancestralidade". |
| Setor 4: "Um Mestre da Harmonia - Prodígio Predestinado" |
| Ala 13: "Gênio do Ouvido Perfeito – O Raro Dom da Audição Apurada" Abrindo o quarto setor, que tratou da relação de Laíla com a música, a ala treze fez referência ao fato do homenageado ter o dom do ouvido absoluto, um fenômeno auditivo, geralmente considerado raro, que se caracteriza pela habilidade de identificar e reproduzir sons e notas musicais com exímia precisão. Desde novo, Laíla gostava de música clássica, o que foi fundamental para apurar a sua audição prodigiosa. Os componentes da ala desfilaram com trajes e perucas inspiradas no compositor austríaco Mozart, uma das referências mais influentes de Laíla. |
| Princesas da Ala de Passistas - Flávia Custódio e Aieny Mendes: "Ode à Música Clássica" As duas princesas dos passistas desfilaram à frente da ala com fantasias em referência à música clássica. |
| Ala 14 (Passistas): "O Encontro do Erudito e o Samba" A ala de passistas da Beija-Flor representou o encontro entre o clássico (música erudita) e o popular (samba), unindo dois assuntos de maior interesse na vida de Laíla. Os passistas desfilaram com fantasias em tons de azul, laranja, dourado e branco, decoradas com notas musicais. |
| Rainha de Bateria - Lorena Raíssa: "As Notas Musicais do Maestro" Lorena desfilou com fantasia em tons de preto e rosa, e decoração reproduzindo teclas de piano iluminadas em LED no costeiro. A fantasia simbolizou os arranjos melódicos criados por Laíla em toda a sua carreira. Lorena desfilou grávida de três meses. |
| Ala 15 (Bateria): "Regente da Orquestra Popular" Os 250 ritmistas da Bateria Soberana desfilaram trajando fraque e cartola, figurino inspirado na elegância da música clássica, para referenciar a própria bateria como uma "orquestra popular". Maestro da Harmonia da Beija-Flor durante décadas, Laíla desenvolveu uma aptidão genuína para conduzir os ritmistas nilopolitanos, mentoria que se tornou referência até mesmo para adversários e oponentes. A bateria foi comandada por Mestre Plínio e Mestre Rodney com auxilio dos diretores Laísa Lima, Michel Silva, Maxwell Santana, Lucas Araújo, Diego Oliveira, Marlon Victor, Dylan Guilherme, Edilson Reis (Xunei), Thiago Sennas, Ivo Francisco, Anderson Miranda (Kombi), Jhonny Alves, Alexander Braga (Orelha), Adelino Vieira (Saú). Plínio e Rodney comandam a Bateria Soberana desde 2010, quando foram colocados no cargo pelo próprio Laíla. Desde então, esse foi o quarto título conquistado pela dupla de mestres na escola. |
| Ala 16: "Mestre dos Estúdios - A Harmonia Perfeita" A ala dezesseis fez referência à atuação de Laíla como produtor e diretor musical em diversos shows, eventos e na condução das gravações dos álbuns de sambas-enredo das escolas de samba do Rio de Janeiro. A fantasia da ala era decorada com reproduções de CD's, instrumentos e notas musicais e uma faixa com a palavra "Gravando!" em consonância com o significado do figurino. |
| Ala 17 (Compositores): "A Trança nos Versos - A Arte da Junção de Sambas-Enredo" A fantasia da Ala de Compositores da Beija-Flor lembrou que Laíla foi pioneiro na arte da junção de sambas-enredos, que acontece quando o samba oficial da escola é resultado da junção de duas ou mais obras concorrentes da disputa de samba realizada pela agremiação. Laíla foi o primeiro diretor a fazer uma junção de samba-enredo, quando ainda estava no Salgueiro. Em 1993, na Grande Rio, fez a junção de três obras. Na Beija-Flor repetiu a prática por várias vezes. Os compositores desfilaram com ternos e chapéus em tons de branco e azul. O blazer tinha estampa com versos do premiado samba-enredo de 2005, "O Vento Corta as Terras dos Pampas. Em Nome do Pai, do Filho e do Espírito Guarani. Sete Povos na Fé e na Dor... Sete Missões de Amor", resultado da junção de duas obras. |
| Destaque de Chão - Brunna Gonçalves: "Letra e Melodia - A União do Sucesso" Brunna Gonçalves desfilou grávida de seis meses de sua filha com a cantora Ludmilla. A dançarina e empresária se apresentou com fantasia representando a união de letra e melodia nos sambas. |
| Alegoria 4: "Maestro Regente de Nossa Gente - A Perfeita Simbiose Entre o Erudito e o Batuque Popular" A quarta alegoria do desfile simbolizou o gosto de Laíla pelo popular e o erudito. A cenografia do carro alegórico foi inspirado na arquitetura do Theatro Municipal do Rio de Janeiro, e no Teatro alla Scala da Itália, remetendo a uma estética luxuosa e elegante, ricamente decorada com lustres, adornos, ornamentos e colunas paramentadas com figuras femininas que representando a inspiração, e com a letra L, inicial do homenageado, além de reproduções de instrumentos musicais de samba e música clássica. Na escadaria da alegoria, componentes femininas com fantasias em tons de rosa e preto representaram "bailarinas passistas", simbolizando a união entre o erudito e o popular. No palco da alegoria, componentes masculinos fantasiados de músicos, com trajes inspirados em Mozart, tocavam instrumentos de percussão, também simbolizando a união entre a música clássica e o samba. Destaques e composições: Destaque central: Thais Müller com a fantasia "A Deusa da Música". Destaque central alto: Thaís Occhi com a fantasia "O Tesouro Sinfônico de Laíla". Semidestaques altos: Edmundo e Juma com a fantasia "A Música Clássica como Inspiração". Composições na escada com a fantasia "A Criação Musical". Grupo coreografado no palco com a fantasia "O Maestro e a Orquestra dos Morros". |
| Setor 5: "Apitou em Outras Terras, Viajou nas Ilusões - Grandes Carnavais, Diferentes Pavilhões" |
| Ala 18: "No Reino da Ilusão, Contou O Rei de França na Ilha da Assombração" Abrindo o quinto setor, que tratou dos carnavais de Laíla em outras agremiações (fora da Beija-Flor), a ala dezoito lembrou o enredo "O Rei de França na Ilha da Assombração", assinado pelos carnavalescos Joãosinho Trinta e Maria Augusta, que deu o título de campeã do carnaval de 1974 ao Salgueiro. Laíla fez parte da equipe campeã como diretor de carnaval e harmonia da escola. Os componentes da ala desfilaram trajados de reis, com fantasias decoradas com reproduções de caveiras e serpentes, em referência ao enredo, que abordou as lendas e os mistérios de São Luís do Maranhão. |
| Ala 19: "Macobeba - Se Fez Chorar, Também Fez Rir" A ala dezenove fez referência ao carnaval de 1981 da Unidos da Tijuca, ano em que Laíla foi diretor de carnaval e harmonia da escola. O enredo do desfile, assinado pelo carnavalesco Renato Lage, criticou a influência estrangeira no Brasil. O enredo foi inspirado no livro "Manuscrito Holandês", do romancista brasileiro Manuel Cavalcanti Proença, retratando a batalha de Mitavaí, um vaqueiro do sertão brasileiro, contra o polvo Macobeba, que representava a invasão das empresas multinacionais. Os componentes da ala desfilaram com fantasias em tons de azul e dourado, representando o polvo Macobeba. |
| Ala 20: "Caiu na Folia e Rodou o Mundo com Alegria" A vigésima ala do desfile lembrou o carnaval de 1986 da Unidos de Vila Isabel, ano em que Laíla foi diretor de carnaval e harmonia da escola. O enredo do desfile, assinado pelo carnavalesco Max Lopes, celebrou o espírito festivo e vibrante do carnaval, abordando diversos países citados em marchinhas carnavalescas. Os componentes da ala desfilaram com fantasias em tons de azul e branco (cores da Vila Isabel) e um chapéu com a reprodução do globo terrestre. |
| Ala 21: "No Mundo da Lua - Eu Queria Ser Um Astronauta Pra Te Alcançar" A ala fez alusão ao carnaval de 1993 da Grande Rio, ano em que Laíla foi diretor de carnaval da escola. O enredo do desfile, assinado pelo carnavalesco Alexandre Louzada, abordou a influência e o fascínio da lua sobre a Terra e as pessoas; bem como o ímpeto do ser humano de explorar o satélite natural. Os componentes da ala desfilaram fantasiados de astronautas, sendo que a saia da roupa tinha o formato da lua. Eles também carregaram bandeiras nas cores da Grande Rio (verde, branco e vermelho). |
| Ala 22: "A Voz das Favelas - Minha Arma É o Livro!" A ala lembrou o carnaval de 2020 da União da Ilha do Governador, ano em que Laíla atuou como diretor de carnaval, harmonia e carnavalesco da escola, ficando marcado como seu último desfile, antes de sua morte no ano seguinte. O enredo, desenvolvido por Laíla junto com os carnavalescos Cahê Rodrigues e Fran Sérgio, abordou o cotidiano das favelas e os problemas sociais enfrentados pelos brasileiros. A fantasia da ala, com costeiro em forma de livro, fez referência a escritora Carolina Maria de Jesus, uma das personalidades abordadas no desfile insulano. |
| Terceiro casal de mestre-sala e porta-bandeira (Hugo Martins e Naninha Fidélis): "Fidalguia Do Morro: A Nobreza que se Imortalizou no Carnaval" Hugo e Naninha desfilaram com fantasias em tons de vermelho e branco em referência ao Salgueiro, a primeira escola de samba de Laíla e o Morro onde ele nasceu. Naninha homenageou Isabel Valença, famosa destaque salgueirense, conhecida por interpretar as personagens principais dos enredos do Salgueiro em seus desfiles, como Chica da Silva (1963) e Dona Beija (1968). Raquel também foi a primeira mulher negra a vencer o concurso de fantasias do Teatro Municipal do Rio. Assim como Naninha, Hugo também desfilou com fantasia inspirada em trajes coloniais e peruca branca, representando a "nobreza salgueirense". |
| Tripé: "Odoyá, Iemanjá! O Cumprimento da Promessa" O quinto setor do desfile foi encerrado por um tripé com uma escultura prateada de Iemanjá em cima de um palco giratório. O tripé fez referência ao carnaval de 1969, vencido pelo Salgueiro com o enredo "Bahia de Todos os Deuses", desenvolvido pelos carnavalescos Fernando Pamplona e Arlindo Rodrigues. Um dos destaques do desfile foi o carro abre-alas, que apresentava uma escultura de Iemanjá, confeccionada em papel machê, medindo cerca de três metros de largura por três metros de altura. A alegoria era decorada com espelhos redondos recortados e presos por fios de náilon, quem formavam cascatas de luz refletindo os raios de sol. Laíla, que era diretor de carnaval e harmonia da escola, prometeu que se o Salgueiro fosse campeão, ofertaria a escultura à Iemanjá. O Salgueiro venceu o carnaval de 1969 e Laíla cumpriu a promessa, levando a escultura ao mar de Copacabana. Segundo relato do próprio Laíla, a maré foi levando a escultura até que, em determinado momento, ela girou, virando para frente da areia, e afundou, o que Laíla interpretou como se fosse a própria Iemanjá aceitando a oferenda. Ex-rainha de bateria da Beija-Flor, a passista Sônia Capeta desfilou como destaque central, no alto do tripé, com a fantasia "Louvação à Rainha do Mar". Cláudia Lobo desfilou na parte baixa do tripé com a fantasia "Poderosa Rainha das Águas". Um grupo cênico desfilou ladeando o tripé, representando os "pagadores de promessas", com fantasias em tons de vermelho e branco em referência ao Salgueiro. |
| Setor 6: "A Consagração do Mestre - O Legado do Griô para a Nação Nilopolitana" |
| Grupo Cênico: "Uma Revoada de Beija-Flores de Volta Para Nós Mesmos - Um Novo Começo" Abrindo o sexto e último setor do desfile, que tratou dos carnavais de Laíla na Beija-Flor, um grupo cênico desfilou com fantasias de beija-flor, em tons de azul, lembrando a Comissão de Frente do carnaval de 2002, que também desfilou com fantasias de beija-flores. Naquele ano, Laíla inovou ao colocar o primeiro casal de mestre-sala e porta-bandeira, Claudinho e Selminha, para desfilar imediatamente após a Comissão de Frente, quando todas as escolas alocavam o casal na frente da bateria. Ao longo dos anos, a logística proposta por Laíla foi adotada pelas demais agremiações. |
| Segundo casal de mestre-sala e porta-bandeira (David Sabiá e Fernanda Love): "Casal Beija-Flor - Inovação Que Marcou o Carnaval" O segundo casal da escola desfilou por último. David e Fernanda usaram fantasias em tons de azul e branco, as cores da Beija-Flor de Nilópolis, e detalhes em dourado, simbolizando "a realeza, a suntuosidade e o luxo", características atribuídas à agremiação. |
| Ala 23 (Baianinhas): "A Apoteose do Cisne" A tradicional ala de baianinhas da Beija-Flor fez referência ao carnaval de 1995, quando a escola homenageou a cantora lírica Bidu Sayão com o enredo "Bidu Sayão e o Canto de Cristal", desenvolvido pelo carnavalesco Milton Cunha. As baianinhas desfilaram com fantasias em tons de azul e branco e reproduções de cisnes nas saias em alusão à metáfora do canto do cisne. No desfile de 1995, Laíla inovou colocando um coral com cerca de duzentos sopranos e uma cantora lírica junto com Neguinho da Beija-Flor, fazendo o contracanto no refrão do samba-enredo. Também colocou instrumentistas do Theatro Municipal do Rio e da Orquestra Sinfônica Brasileira tocando violino na bateria. |
| Ala 24: "Comunidade Beija-Flor - A Nação do Griô" A ala representou a comunidade nilopolitana, comumente chamada de "rolo compressor" por causa de seu canto forte e evolução quase sempre impecável, notadamente um legado construído por Laíla em seus anos como diretor de harmonia da agremiação. A ala saúda Laíla como o "griô" da "nação" (comunidade) da escola, sendo que a expressão "griô" é usada para designar aqueles que são os guardiões dos saberes; indivíduos responsáveis por preservar e transmitir, através da oralidade, os conhecimentos, tradições, costumes e cultura de um povo. Os componentes da ala desfilaram com fantasias em tons de azul e branco, segurando estandartes em referência à bandeira da escola, e portando uma faixa com a inscrição "Comunidade". |
| Ala 25: "Rosas Brancas - Exalando Paz no Festival de Prata em Plena Pista" A ala lembrou o gesto de Laíla em distribuir rosas brancas aos componentes da Beija-Flor, geralmente no último ensaio antes do desfile. A ala foi um pedido da família. Segundo o carnavalesco João Vitor Araújo, o gesto "era uma espécie de pedido de desculpa, depois de tantas broncas que Laíla dava nos componentes". Os componentes da ala desfilaram com fantasias em tons de branco e prata em referência ao hino de exaltação da Beija-Flor ("A Deusa da Passarela"), composto por Neguinho da Beija-Flor, que descreve a escola como "um festival de prata em plena pista". A fantasia também tinha reproduções de rosas brancas, em alusão ao gesto de Laíla. |
| Destaque de Chão - Raíssa Oliveira e Cássio Dias: "A Realeza Nilopolitana Nunca Perde a Majestade" A ex-rainha de bateria da escola, Raíssa Oliveira, e o primeiro passista da agremiação, Cássio Dias, desfilaram à frente da quinta alegoria, com fantasias em tons de azul e branco, representando a comunidade da escola como "a realeza nilopolitana". |
| Alegoria 5: "Vem Comandar Sua Comunidade" A quinta alegoria do desfile apresentou uma grande escultura realística de Laíla vestindo um blusão branco e segurando seus fios de contas, imagem característica do homenageado. O carro alegórico, predominantemente em tons de azul e dourado, era decorado com reproduções de beija-flores. Atrás da escultura de Laíla, um arco com a inscrição "Comunidade". Na visão poética do enredo, o beija-flor, único pássaro que consegue voar em marcha à ré, voa ao passado e trás de volta Laíla para comandar sua comunidade. Na parte da frente da alegoria, desfilaram a viúva de Laíla, Marli Ribeiro, acompanhada das netas dos dois, Carolina Ribeiro e Amanda Ribeiro. A Velha Guarda da Beija-Flor desfilou espalhada pela alegoria, vestindo traje azul escuro. Laíla e Joãosinho Trinta foram homenageados na alegoria.Na traseira da alegoria, uma escultura do carnavalesco Joãosinho Trinta apontando para o final do desfile, que fez referência ao carnaval da Beija-Flor de 1989, quando Laíla e Joãosinho criaram o antológico "Cristo mendigo". Destaques e composições: Destaque central alto: Maurício Médici com a fantasia "A Soberania de Um Beija-Flor". Destaque frontal médio: Simone Nunes com a fantasia "O Encanto Soberano". Semidestaques altos: Beatriz, Marcela, Victória, e Amanda com a fantasia "Orgulho Soberano". Semidestaques baixos: Adelaine e Vandreia com a fantasia "Folia do Beija-Flor". Composições baixas com a fantasia "Um Beija-Flor Folião". Composições da escada com a fantasia "Festa Nilopolitana". |
| Ala 26 (Coreografada): "Ratos e Urubus - O Carnaval Antológico" Na última ala do desfile, componentes desfilaram com fantasias pretas, em trapos, e chapéus com a forma de ratos e de urubus em referência ao histórico desfile que deu à Beija-Flor o vice-campeonato do carnaval de 1989. "Ratos e Urubus, Larguem Minha Fantasia" é um marco na carreira de Laíla e na história da Beija-Flor. O desfile é comumente listado entre os melhores da história do carnaval carioca. |
| Alegoria 6: "O Cristo Preto Me Fez Quem Eu Sou" A sexta e última alegoria do desfile recriou o icônico "Cristo mendigo" de "Ratos e Urubus, Larguem Minha Fantasia". A ideia do carnavalesco Joãosinho Trinta, em 1989, era reproduzir a estátua do Cristo Redentor vestindo trapos e emergindo de uma favela cercada por mendigos, mas, na antevéspera do desfile, a Justiça do Rio de Janeiro acatou um pedido da Arquidiocese do Rio para proibir a exibição do carro alegórico. Para driblar a censura, Laíla teve a ideia de cobrir a escultura do Cristo com um plástico preto e pendurar uma faixa com a inscrição "Mesmo proibido, olhai por nós!", transformando a alegoria numa das imagens mais marcantes do carnaval contemporâneo. No desfile de 2025, a frase estampada na faixa foi um recado da Beija-Flor para Laíla: "Do Orun olhai por nós!". Orun na língua iorubá significa "céu". A faixa desfilou enrolada, prejudicando a leitura do seu conteúdo, o que levantou suspeita de que a escola perderia pontos no quesito Alegorias, algo que não se concretizou. Na parte frontal do carro alegórico havia a reprodução de uma grande ratazana. O policial militar Serginho Aguiar desfilou caracterizado de Laíla. Serginho é um dos compositores do samba-enredo do desfile e se tornou sósia do homenageado durante a disputa de samba-enredo, quando se vestiu de Laíla para gravar o clipe de sua parceria. Ao seu lado desfilou o ator Wanderley Gomes, caracterizado de Joãosinho Trinta, vestindo o clássico uniforme laranja da Comlurb, utilizado pelo carnavalesco no desfile de 1989. Wanderley já havia interpretado Joãosinho na peça teatral "Joãosinho e Laíla: Ratos e Urubus, Larguem Minha Fantasia", que retratou os bastidores do histórico desfile de 1989. No desfile, Serginho e Wanderley reproduziram a linguagem corporal dos homenageados, como o gesto de punho cerrado, característico de Laíla. A semelhança visual foi reforçada com a ajuda de maquiagem especial. Serginho usou as guias de contas de Laíla, que foram emprestadas pela família do homenageado. O diretor teatral Amir Haddad, responsável pela Comissão de Frente do desfile de 1989, também desfilou na alegoria; assim como o carnavalesco Ubiratan Silva, um dos parceiros de Laíla na Comissão de Carnaval da Beija-Flor. Espalhados pela alegoria e ao redor do carro desfilaram componentes com fantasias em trapos de saco plástico preto, representando os "mendigos" de "Ratos e Urubus". Os componentes carregavam leques, sombrinhas e lenços em homenagem à Rosa Magalhães, a primeira carnavalesca mulher da Beija-Flor, falecida em 2024, e que habitualmente utilizava tais elementos em seus desfiles. Na traseira da alegoria, três reproduções de ratazanas e pipas coloridas com palavras que retratavam as necessidades da população periférica, como "saúde", "paz", "força" e "amor". Destaques e composições: Semidestaques frontais: Tom e Rick Pimentel com a fantasia "O Rei Urubu". Semidestaque traseiro: Luciano e Cláudio com a fantasia "Do Lixo à Nobreza". Composições e grupo de chão com a fantasia "A Arte do Lixo". Convidados: Amir Haddad; Ubiratan Silva; Serginho Aguiar como Laíla; e Wanderley Gomes como Joãosinho Trinta. |

## Recepção dos especialistas
O desfile foi amplamente elogiado pela crítica especializada, recebendo adjetivos como "belo", "arrebatador", "marcante", "inesquecível" e "emocionante". A Beija-Flor foi apontada como uma das favoritas ao título de campeã junto com Grande Rio e Imperatriz Leopoldinense.
Os comentaristas do jornal O Globo elogiaram o desfile. Para Rafael Galdo, "a comunidade foi destaque, num desfile belo, cheio de referências que ativam a memória afetiva do sambista. O samba embalou o público. E o visual era o da opulência nilopolitana". Aydano André Motta escreveu que "num desfile emocionante, a azul e branco passou praticamente impecável e vai disputar o título", apontando que "a escola passou com um maravilhoso conjunto de virtudes. A emoção da despedida de Neguinho, a inspirada bateria dos mestres Rodney e Plinio, e o samba de excelência se destacaram. As alegorias e fantasias do carnavalesco João Vitor Araújo estiveram espetaculares". Para Leonardo Bruno, "emoção foi a palavra de ordem na passagem da Beija-Flor. Afinal de contas, não só o enredo sobre Laíla mexia com o público, mas, especialmente, a despedida de nosso maior ícone da Passarela do Samba, Neguinho [...] Também teve o ótimo desempenho do samba, que é espetacular, sem dúvida, e muito bem levado pela bateria dos mestres Plínio e Rodney". Segundo Bernardo Araujo, "a Beija-Flor emocionou ao lembrar o eterno diretor Laila, com a garra de sempre e uma plástica forte em brilho. No entanto, a biografia do homenageado veio discretamente, com rápidas menções às outras escolas por qual ele passou, principalmente o Salgueiro, sua base, que apareceu discretamente. O histórico 'Ratos e urubus', de 1989, também merecia uma releitura mais criativa do que o Cristo coberto por um plástico preto e a ala dos mendigos que aparecem frequentemente na Sapucaí. Em sua despedida, Neguinho da Beija-Flor foi vibrante como sempre, bem acompanhado pela bateria dos mestres Rodney e Plinio, com destaque para a arrepiante paradinha ao som dos atabaques".
Os comentaristas do site SRzd também elogiaram o desfile. Bruno Moraes apontou que "a bateria veio leve, brincando, e chegou até a fazer uma 'paradona' silenciando todos instrumentos na frente do julgador, algo difícil de ver no desfile oficial e, felizmente, funcionou muito, pois chamou o público e a escola para cantar. A sequência de bossas já tradicional da escola também foi bem executada. A ala de marcações mais uma vez deu um show de segurança, afinação e firmeza no ritmo". Para Cláudio Francioni, "a carga emocional da despedida de Neguinho e o já famoso canto nilopolitano impulsionaram o samba". Jaime Cezário destacou as "fantasias impecáveis" e apontou que a escola "contou sua história com beleza e emoção, arrancando gritos da multidão. As alegorias seguiram o mesmo padrão, a suntuosidade que é uma herança deixada pelos mestres homenageados". Segundo Célia Souto, "com muita emoção e bem recebida, a escola entrou na Sapucaí trazendo o seu canto forte e vibrante defendido pelos componentes que cantaram o samba com coragem e musicalidade. Marcando presença no canto e na dança, evoluíram com regularidade sem perder o verso e o andamento do chão. O coral de vozes soou e seguiu pela Avenida. Os componentes estavam entrosados e ouvindo muito bem o carro de som". Para Eliane Souza, "Claudinho e Selminha Sorriso bailaram preservando e fazendo a manutenção dos movimentos característicos de cada um. Sintonia inigualável pelos anos de parceria, sincronismo das ações com finalizações perfeitas da coreografia primeira, com inclusão de passos e gestos de dança afro-religiosa, sem prejuízo da leitura da poesia recitada com seus corpos".
Para Leonardo Bessa, do jornal O Dia, a apresentação "entrou para a galeria de grandes desfiles da história da agremiação da Baixada Fluminense. Não só pela beleza plástica, mas também pela emoção da comunidade [...] A plenos pulmões, as alas deram aula de evolução [...] O desfile foi encerrado com tranquilidade e sem problemas. Um espetáculo da 'Soberana' confirmando as projeções do período pré-carnaval e firmando o status de potencial desfile campeão no ano". Romulo Tesi, do Setor 1, escreveu que "a apresentação da Beija-Flor transcendeu o que se convenciona chamar de desfile de escola de samba. Tudo porque, em um único evento, a agremiação de Nilópolis reuniu o gurufim de Laíla – como definiu a jornalista Flávia Oliveira – e a despedida de Neguinho da Beija-Flor. Traduzindo: a homenagem ao homem que revolucionou o Carnaval e a última passagem de um dos maiores nomes da música produziram não só um desfile, mas um acontecimento cultural brasileiro, dada a importância que a festa tem para o país [...] O canto forte dos componentes deixaria o exigente Laíla orgulhoso da sua comunidade, que berrou o samba aguerrido e mostrou que o 'rolo compressor' nilopolitano é uma herança que segue viva após a morte do diretor. Além do canto, a Beija-Flor exibiu a opulência dos tempos de 'papa-títulos' de Laíla dos anos 2000".

Segundo Bruna Fantti e Yuri Eiras, da Folha de S.Paulo, "a escola fez um desfile que arrebatou a Sapucaí. O público, engajado pela despedida de Neguinho da Beija-Flor, cantou o samba de ponta a ponta e comemorou as alegorias. A mais celebrada foi a reprodução do Cristo Mendigo. Com chão forte e alegorias e fantasias perfeitas, a Beija-Flor desponta como uma das favoritas ao título". Para Fabio Grellet, do Estadão, "o desfile foi emocionante e relembrou momentos fundamentais da carreira de Laíla". Para Felipe Dantas, da Jovem Pan, a "despedida de Neguinho da Beija Flor emocionou e a escola desponta como favorita". Os comentaristas da Super Rádio Tupi classificaram o desfile como "marcante": "Com um enredo forte e um visual grandioso, a azul e branca foi destaque na Sapucaí. A energia e a emoção foram os pontos altos da apresentação. A escola conseguiu um equilíbrio perfeito entre plástica, samba e bateria, garantindo um espetáculo inesquecível". Luan Costa, do site Carnavalesco, classificou o desfile como "avassalador", apontando que "a apresentação seguiu os moldes da era em que Laíla ajudou a construir a identidade da Beija-Flor: a simbiose perfeita entre emoção e técnica. O famoso 'rolo compressor nilopolitano' se fez presente, com uma escola coesa, vibrante e compacta. O conjunto visual criado por João Vitor Araújo foi imponente e honrou as características da Deusa da Passarela, garantindo um espetáculo à altura do homenageado. O único senão foi uma falha na última alegoria, onde a faixa com a frase 'Do Orun, olhai por nós' acabou enrolando, impedindo sua leitura completa".

## Julgamento oficial

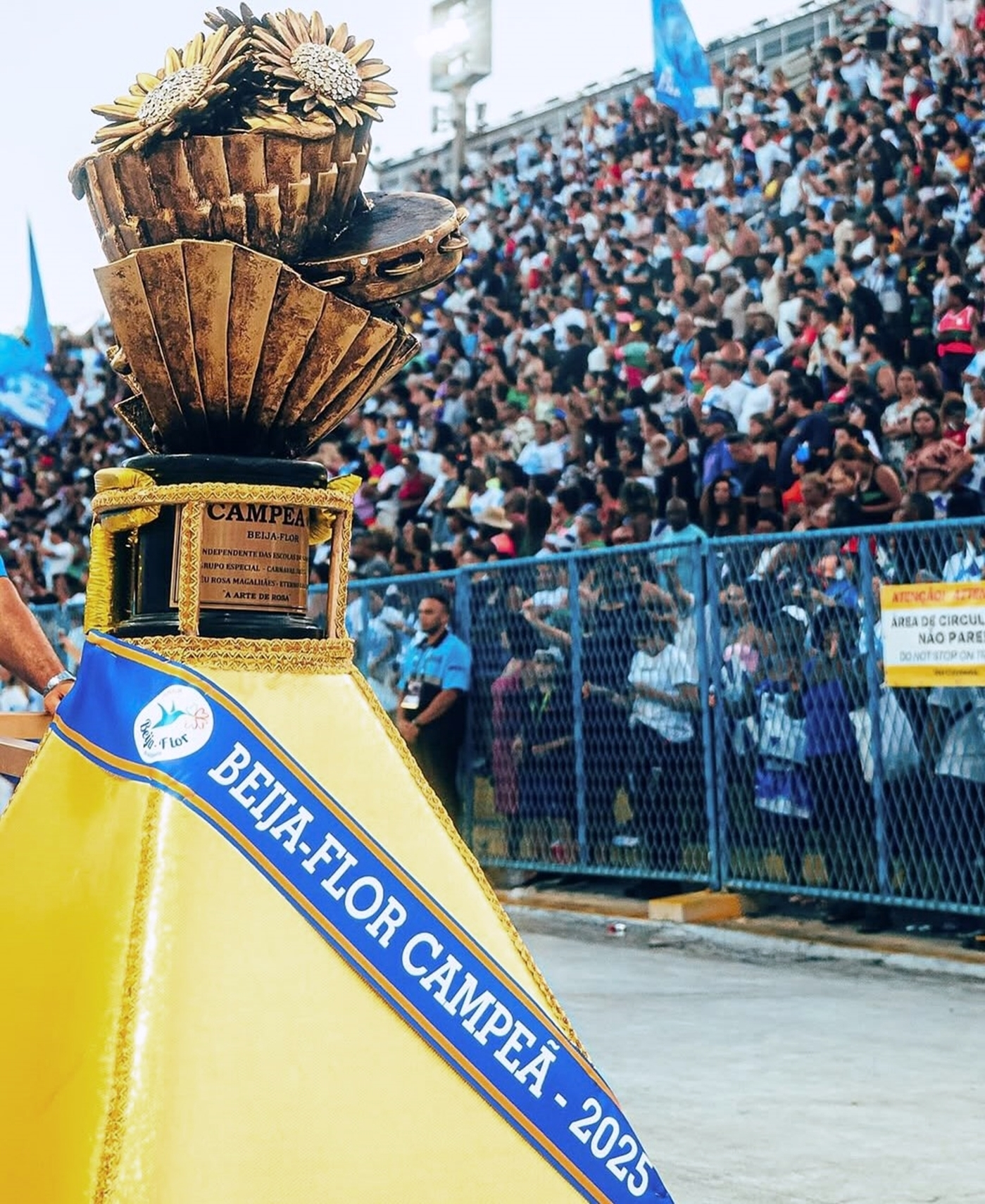
Troféu de campeã da Beija-Flor.

A Beija-Flor foi campeã do carnaval com um décimo de vantagem sobre a vice-campeã, Grande Rio. Com a vitória, a Beija-Flor conquistou seu décimo quinto título no carnaval, sete anos após a conquista anterior, no carnaval de 2018. O carnavalesco João Vitor Araújo foi campeão pela primeira vez no Grupo Especial. Torcedores lotaram a quadra da escola em Nilópolis e as ruas no entorno para comemorar o campeonato. No dia 15 de março de 2025, a Beija-Flor realizou seu tradicional desfile pós-carnaval na Avenida Mirandela, em Nilópolis.

### Justificativas
A Beija-Flor teve apenas três notas abaixo de dez, mas todas foram descartadas, seguindo o regulamento do concurso. Abaixo, as justificativas dos julgadores para os descontos:
- Fernando Bersot, do Módulo 4 de Mestre-Sala e Porta-Bandeira, deu nota 9,9 para o casal da escola argumentando que Claudinho "externava cansaço, executando o movimento pequeno (curto) sem finalização", enquanto em Selminha "faltou sintonia (troca de olhares) com o mestre-sala".[67]

- Jardel Maia, do Módulo 4 de Harmonia, deu nota 9,9 apontando que "quando a escola percorria o módulo quatro, algumas alas não cantavam o samba em sua totalidade, prejudicando a coesão e intensidade musicais".[68]

- Fernando Lima, do Módulo 1 de Alegorias e Adereços, deu nota 9,9 para a escola, retirando um décimo em concepção por causa da alegoria quatro ("Maestro Regente de Nossa Gente - A Perfeita Simbiose Entre o Erudito e o Batuque Popular"). Segundo o julgador, "as colunas caneladas, adornos e frontões marmorizados/dourados provocaram a sobreposição de elementos cênicos que dificultaram uma boa visualização dos músicos no interior do teatro".[69]

## Desfile das Campeãs

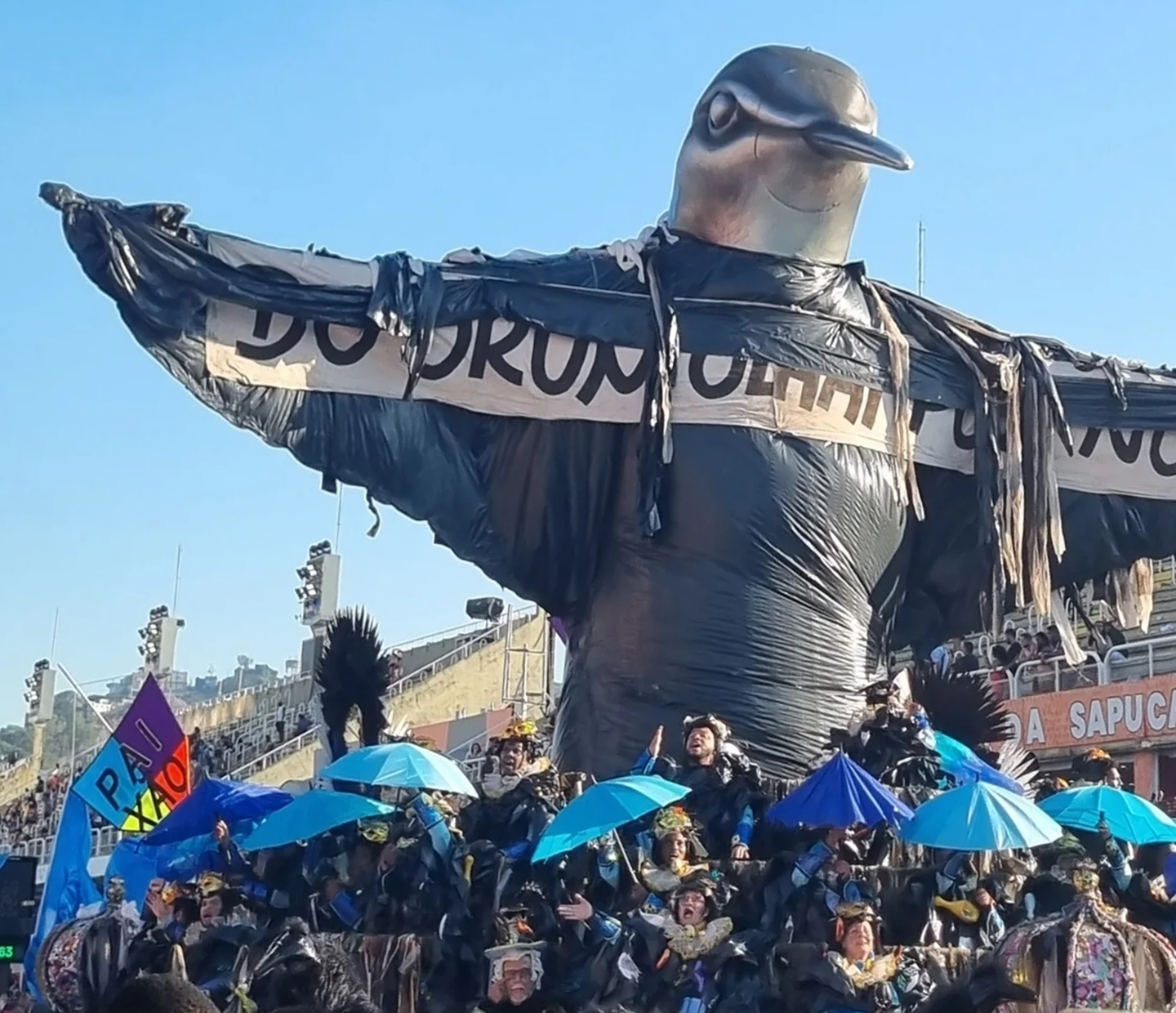
A última alegoria no Desfile das Campeãs revelou a cabeça de um beija-flor preto.

Com a vitória, a Beija-Flor foi classificada para encerrar o Desfile das Campeãs, que foi realizado entre a noite do sábado, dia 8 de março de 2025, e a madrugada do dia seguinte, no Sambódromo da Marquês de Sapucaí. Na última alegoria do desfile, a escultura do "Cristo" desfilou com a cabeça descoberta, revelando um beija-flor preto. No desfile da vice-campeã, Grande Rio, alguns integrantes de uma ala protestaram contra o resultado do concurso, usando camisas com a inscrição "Grande Rio - a verdadeira campeã do carnaval 2025". Além disso, durante o desfile da escola, a rainha da bateria Paolla Oliveira provocou o corpo de jurados durante a apresentação do curimbó, perguntando se eles estavam ouvindo o batuque, ironizando a avaliação de uma das julgadores que descontou ponto da Grande Rio por não ter escutado o som do instrumento. Mais tarde, a atriz Giovanna Lancellotti, que desfilou pela Beija-Flor, postou um vídeo em suas redes sociais, ironizando a crítica feita por Paolla Oliveira, além de rebater comentários contrários ao título da Beija-Flor.

## Premiações
Pelo seu desfile, a Beija-Flor recebeu diversas premiações, com destaque para o samba-enredo, que foi o mais premiado do ano. A escola também recebeu a maioria dos prêmios de melhor escola/desfile do ano.
| - Estandarte de Ouro (O Globo) 1. Melhor Samba-enredo 2. Personalidade (Neguinho da Beija-Flor) - Estrela do Carnaval (Site Carnavalesco) 1. Desfile do Ano 2. Melhor Harmonia 3. Melhor Carnavalesco (João Vitor Araújo) - Gato de Prata 1. Melhor Escola 2. Melhor Samba-enredo - Prêmio 100% Carnaval 1. Melhor Samba-enredo - Melhores do Carnaval 1. Melhor Escola - Resenha dos Sambistas 1. Melhor Samba-enredo 2. Melhor Bateria - S@mba-Net 1. Melhor Samba-enredo 2. Melhor Ala de Passistas - Troféu Explosão in Samba 1. Melhor Comissão de Frente 2. Melhor Harmonia | - Troféu Sambario 1. Melhor Escola 2. Melhor Alegoria ("Vem Comandar Sua Comunidade") 3. Personalidade (Neguinho da Beija-Flor) 4. Prêmio Especial (Neguinho da Beija-Flor) - Troféu Tupi (Super Rádio Tupi) 1. Melhor Escola 2. Melhor Samba-enredo 3. Melhor Enredo 4. Melhor Carnavalesco (João Vitor Araújo) 5. Personalidade (Neguinho da Beija-Flor) - Plumas & Paetês Cultural 1. Compositores (Romulo Massacesi, Junior Trindade, Serginho Aguiar, Ailson Picanço, Gladiador e Felipe Sena) 2. Diretor de Carnaval (Marco Antônio Marino) 3. Diretores de Harmonia (Simone Sant’Ana, Shirleise Collins, Rosana Flausino, Evandro da Silva, Zé Carlos e Michel Oliveira) 4. Mestres de Bateria (Plínio e Rodney) 5. Terceiro Casal de Mestre-sala e Porta-bandeira (Hugo Martins e Naninha Fidélis) |

## Repercussão da vitória
Ao final da apuração das notas, famosos, políticos e componentes da escola repercutiram o título conquistado pela Beija-Flor. O prefeito do Rio de Janeiro, Eduardo Paes, declarou em suas redes sociais: "Justa a vitória da Beija-Flor! Viva a agremiação de Nilópolis que mais uma vez nos presenteou com um desfile incrível!". A ministra da Igualdade Racial, Anielle Franco, também parabenizou a agremiação, declarando que "No ano em que tantos enredos sobre nossa ancestralidade e religião afro estiveram na Sapucaí, a Beija-Flor conquista mais um título merecido! Salve Baixada Fluminense! Carnaval sempre foi mais do que uma festa. Carnaval é política, expressão da memória, herança e cultura africanas. Um grito por respeito, por transformação e um rito que honra a verdadeira história de quem sustenta esse país!". Musa da escola, a atriz Giovanna Lancellotti comemorou o título: "Deu tudo certo sim! Que emoção! Que alegria". Bruna Gonçalves, que desfilou grávida, celebrou o título destacando que sua filha, Zuri, foi um amuleto de sorte: "Zuzu é pé quente! O título é nosso! Que emoção, meu Deus!!! Minha Beija-Flor é campeã!". O ator Samuel de Assis, que também desfilou pela escola, postou um vídeo emocionado comemorando a conquista do título. A modelo russa Irina Shayk, que fez fez sua estreia no carnaval do Rio ao desfilar pela Beija-Flor, também parabenizou a escola e compartilhou momentos de comemoração em seu perfil.
A porta-bandeira Selminha Sorriso publicou um vídeo emocionada agradecendo aos torcedores da escola e ao mestre-sala Claudinho, além de mandar um recado direto aos que a criticam por causa da idade: "Quero mandar um beijo para vocês, agradecer ao carinho de todo mundo. Todo mundo mesmo, que torce por mim e pelo Claudinho. São 33 anos juntos, aspirando em dançar muito mais! Calem a boca os etaristas, calem a boca porque eu tenho muito pra dar. Muito. Eu treino todos os dias, eu tenho um corpo hoje que eu sonhei em ter a minha vida inteira porque eu treino, porque eu me alimento, porque eu me cuido, e eu amo o que eu faço". A porta-bandeira ainda reclamou da nota 9,9 que recebeu de um dos jurados: "Infelizmente, mais uma vez o jurado Fernando Bersot nos penalizou com um décimo, não sei de onde, vocês têm o vídeo lá no meu Instagram, no meu perfil, do quarto módulo, eu sei que consegui, estou tranquila". Nas redes sociais, internautas se dividiram sobre o título; alguns elogiaram e acharam justo, enquanto outros questionaram o fato da escola não ter perdido pontos por causa da faixa enrolada na última alegoria.

Em sua coluna no Extra, o jornalista Leonardo Bruno escreveu que "o título da Beija-Flor encerra com chave de ouro uma era que começou cinquenta anos atrás, quando a Azul e Branco era uma escola desconhecida e foi tirada do anonimato pela chegada de algumas peças-chave: Neguinho da Beija-Flor, Laíla e Joãosinho Trinta, justamente os grandes protagonistas desse campeonato. De lá para cá foram quinze títulos, tornando Nilópolis a maior potência da era moderna das escolas de samba [...] Um samba-enredo espetacular, o inspirado casal Selminha e Claudinho, e uma bateria segura ajudaram a completar a receita de um desfile campeão. O desfile teve duas imagens muito marcantes: o Laíla menino que vinha na comissão de frente e o penúltimo carro, com a figura do Laíla segurando suas guias e reinando na Marquês de Sapucaí, como a gente sempre acostumou a ver o mestre. E foi o desfile que coroou o nome das escolas de samba mais reconhecido em todo o Brasil: Neguinho da Beija-Flor. A carreira de um dos símbolos do carnaval não podia terminar da melhor forma. Definitivamente Neguinho saí da avenida para entrar na história".